# إسليكاربازيبين أكسيتايت إي إس إل
إسليكاربازيبين أكسيتايت إي إس إل(Eslicarbazepine Acetate ( ESL )، الذي يُباع تحت الأسماء التجارية أبتيوم(Aptiom )و زيبينيكس (Zebinix ) من بين أسماء أخرى، هو دواء يستخدم لعلاج الصرع المصحوب بنوبات بؤرية.   و يؤخذ عن طريق الفم.  يمكن اخده لوحده أو مع أدوية أخرى مضادة للنوبات. 
تشمل الآثار الجانبية الشائعة لهذا العقار على: الدوخة، و النعاس، و الغثيان، و الصداع، والرؤية المزدوجة، و التعب، و ضعف التنسيق، والرؤية الباهتة، و الرعشة.  كما و قد تشمل الآثار الجانبية الأخرى على الانتحار، و الحساسية المفرطة ، وانخفاض الصوديوم ، و مشاكل في الكبد. أما السلامة أثناء الحمل فغير واضحة تماما.  و هو دواء أولي لـ ( S ) -(+)- ليكاربازبين ، على غرار أوكسكاربازيبين. و يعتقد أنه يعمل عن طريق تثبيط قنوات الصوديوم . 
تمت الموافقة عليه للاستخدام الطبي في أوروبا في عام 2009 و بعدها الولايات المتحدة في عام 2013.   في المملكة المتحدة، تكلف جرعة قدرها 400 ملغ يوميًا لمدة شهر هيئة الخدمات الصحية الوطنية حوالي 68 جنيهًا إسترلينيًا اعتبارًا من عام 2021.  في الولايات المتحدة يكلف هذا القدر حوالي 1050 دولارًا أمريكيًا. 